# Жоффруїзм

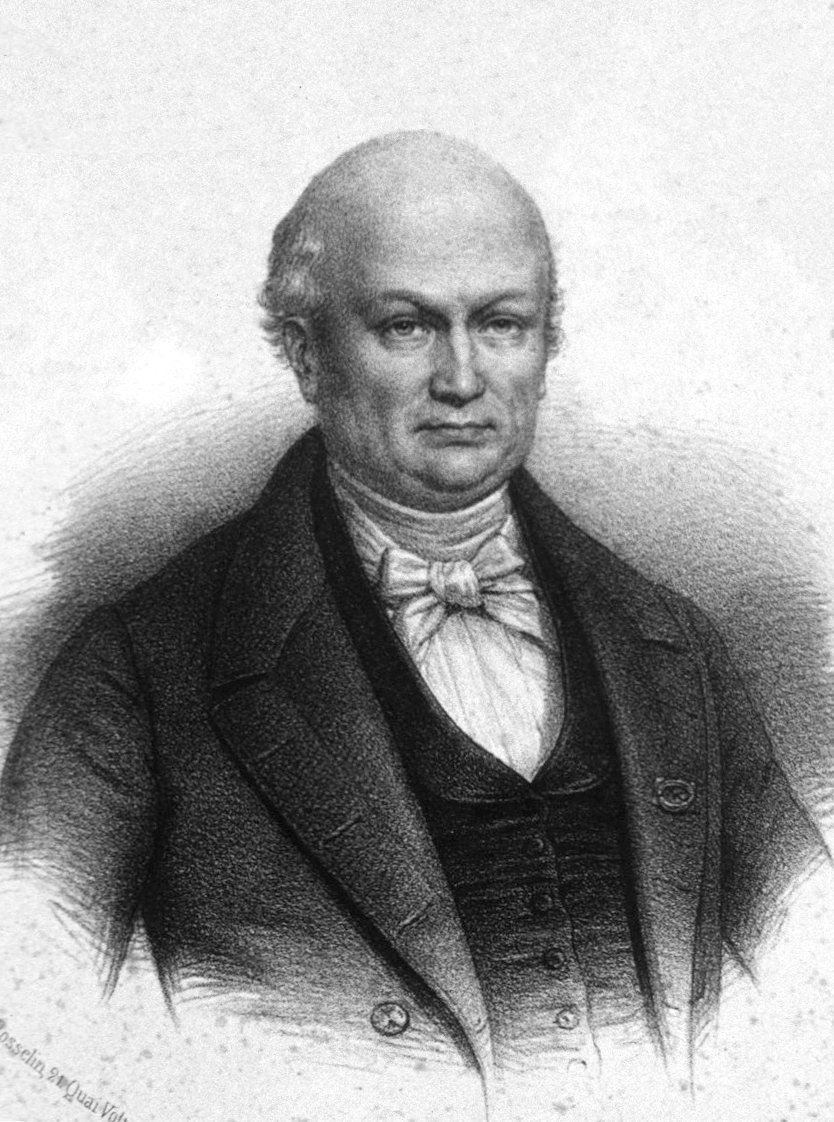
Етьєн Жоффруа Сент-Ілер

Жоффруїзм — еволюційна концепція в біології, яка постулює, що причина еволюції — в доцільних і спадкових реакціях зародків організмів на зміни середовища. Названа за іменем Етьєна Жоффруа Сент-Ілера, який, розвиваючи в першій половині XIX століття теорію Ламарка про трансформацію видів, основну увагу приділяв початковим етапам онтогенезу, як найважливішим для процесу перетворення форм життя.

## Вплив на еволюційну біологію
Елементи жоффруїзму включені в багато теорій еволюційного процесу. Біогенетичний закон, сформульований Ернстом Геккелем, постулює що онтогенез — коротке повторення філогенезу. Тобто в основу історичного перетворення організмів лягають зміни шляху їх індивідуального розвитку. гіпотетичні макромутаціі Ріхарда Гольдшмідта, різко трансформуючи онтогенез, породжують «перспективних мутантів», які можуть бути підтримані природним добором і дати початок новим видам.
Бельгійський біолог Альберт Дальке запропонував термін онтомутація для позначення «різких, глибоких, радикальних і одночасно життєздатних трансформацій, що виникають у цитоплазмі яйцеклітини як морфогенетичній системі», які викликаються різкими змінами зовнішніх факторів середовища, що впливають одночасно на всіх самок в популяції в період дозрівання яйцеклітин. 
Один з найбільших палеонтологів XX століття Отто Шіндевольф запропонував теорію типострофізму, яка стверджує що онтогенез передує філогенезу. Ігноруючи популяційні процеси, відкидаючи еволюційну роль випадковості, він визнавав носієм еволюції окрему особину. Відсутність проміжних форм у палеонтологічному літописі Шіндевольф пояснював швидкими перебудовами організмів, зумовленими різкими змінами рівня космічної і сонячної радіації. Йому ж належить крилата фраза: «Перший птах вилетів з яйця рептилії». 
Сучасний еволюціонізм також користується ідеями Жоффруа Сент-Ілера. Так Стівен Джей Гулд, захищаючи концепцію переривчастої рівноваги, пише:
|  | Природний добір дійсно вимагає наявності тимчасових перехідних форм, але не обов'язково це буде низка проміжних видів, що невідчутно мало змінюються. Чому кістки не можуть пересунутися на нове місце відразу, в результаті невеликої генетичної зміни, яка сильно впливає на морфологію організму в період раннього розвитку? Малі зміни на ранній стадії життя ембріона часто накопичуються в процесі онтогенезу і ведуть до глибоких модифікацій відповідного дорослого організму. Наприклад, раннє дозрівання може призвести до того, що з'явиться дорослий організм з багатьма рисами личинки батьківського виду. Це явище, назване прогенезом, було використано для пояснення швидкої появи багатьох великих груп. Порівняно недавно з'явилися роботи, в яких захищається пунктуаційний (переривчастий) характер походження великих груп за допомогою малих генетичних змін, які сильно впливають на онтогенез. |